# Anne Hilarion de Costentin de Tourville
Anne Hilarion de Costentin de Tourville, francoski admiral, * 1642, † 23. maj 1701.